# Білокінь Сергій Вікторович
Білокі́нь Сергі́й Ві́кторович (нар. 14 листопада 1977, СРСР) — український футболіст, півзахисник, що відомий перш за все завдяки виступам у складі дніпропетровського «Дніпра» та криворізького «Кривбаса». Ексгравець юнацької та молодіжної збірної України, бронзовий призер юнацького чемпіонату Європи з футболу (1994). Вихованець УОР (Дніпропетровськ).

## Життєпис
Сергій Білокінь — вихованець дніпропетровського УОР. У 1994 році разом з партнерами по юнацькій збірній здобув бронзові нагороди юнацького Чемпіонату Європи в Ірландії, провівши на турнірі 4 матчі та відзначившись забитим м'ячем у ворота данців, а також вилученням у поєдинку з Туреччиною. Того ж року дебютував у складі дніпропетровського «Дніпра», ставши одним з наймолодших дебютантів в історії клубу. Однак закріпитися у «Дніпрі» Сергію не вдалося і він продовжив свою кар'єру у криворізькому «Кривбасі», де доволі непогано провів 1996 рік та заслужив повернення до Дніпропетровська. Втім, друга спроба закріпитися у складі одного з лідерів українського футболу також завершилася невдачею й у віці 20 років Білокінь завершив футбольну кар'єру, почавши займатися бізнесом. До того він встиг дебютувати у молодіжній збірній країни, однак витримати конкуренцію з дещо старшими гравцями 1975–1976 років народження Сергію не вдалося.
Син - Білоконь Віктор Сергійович (03.03.2005), професійний футболіст.

## Досягнення
- Бронзовий призер Чемпіонату Європи серед юнаків (1): 1994
- Брав участь у «бронзовому» (1994/95) сезоні «Дніпра», однак провів замало матчів для отримання медалей